# Jeanne Brousse
Pour les articles homonymes, voir Brousse et Maurier.
Jeanne Brousse née Maurier, dite Jeannette, née le 12 avril 1921 à Saint-Pierre-de-Curtille dans le département de la Savoie et morte le 19 octobre 2017 à Annecy, est une résistante française durant la Seconde Guerre mondiale et une Juste parmi les nations.

## Biographie

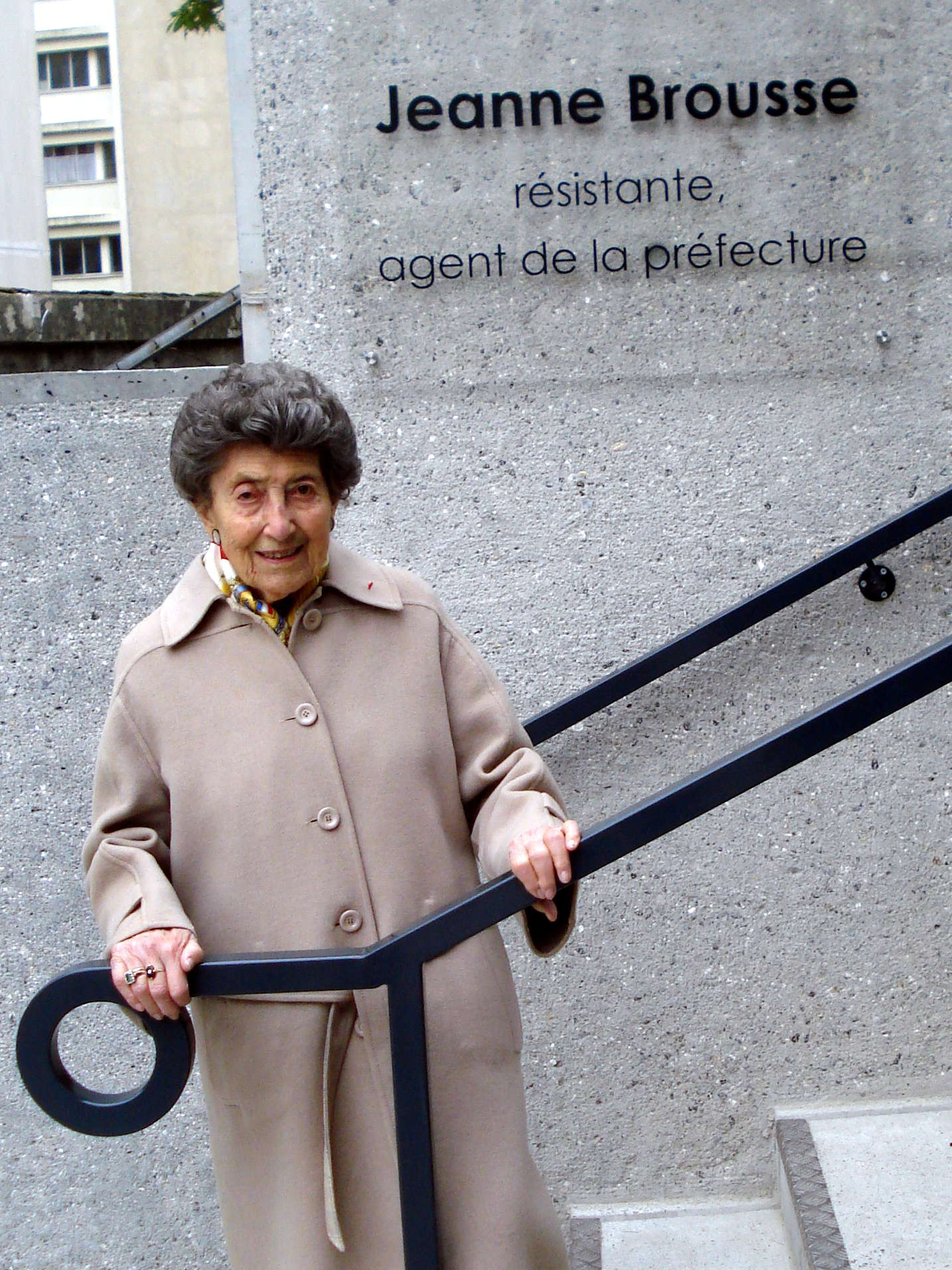
Jeanne Brousse en avril 2014 lors de l'inauguration du bâtiment du service des migrations et de l'intégration à la préfecture de la Haute-Savoie

Jeanne Maurier grandit à Annecy. Son père, ancien combattant est revenu gazé de la Première Guerre mondiale et travaille à la préfecture de la Haute-Savoie. À 18 ans, elle veut commencer des études à la Croix Rouge Française, à Paris, mais la déclaration de la guerre l'en empêche.

### Pendant la guerre (1939-1945)
Après avoir effectué plusieurs remplacements, Jeanne Maurier entre en 1939 comme employée à la préfecture de la Haute-Savoie, à Annecy. Elle est affectée au service des naturalisations comme auxiliaire, puis comme contractuelle. À partir de 1941, elle intègre le nouveau service des réfugiés qui vient d'être créé pour aider les personnes réfugiées qui commencent à arriver dans la région. En novembre 1942, une femme, Suzanne Aron (Benoit-Lévy), lui demande de l'aider pour lui procurer des papiers d’identité. Son mari, Francis Aron, ancien combattant, officier de réserve blessé en 1940 et décoré de la Légion d'honneur, les a brûlés car, juif, il ne veut pas que sa famille porte l'étoile jaune. Elle en a besoin aussi pour trois petites filles du rabbin de Valence, Henri Schilli, dont elle a la garde.
Jeanne Maurier commence à fabriquer sept premières fausses cartes d'identité dont quatre documents au nom de Caron, trois autres pour les enfants Schilli en transformant leur nom en Sureau. Ces dernières, avec les enfants Aron, trouvent une cache dans la ferme des grands-parents maternels de Jeanne Maurier.
Dès février 1943, elle aide ensuite les jeunes gens des classes 1919, 1920 et 1921 désignés à rejoindre le service du travail obligatoire à y échapper. Par son travail à la préfecture, elle bénéficie d'un laisser-passer de nuit. Elle en profite pour aller avertir les familles après son travail après avoir vu la liste des personnes convoquées. À cette époque arrivent des hommes venant d'autres régions pour se cacher dans les montagnes. Elle leur fournit des papiers d’identité et modifie leur lieu de naissance pour les faire naître dans une ville qui avait été bombardée ou d'Afrique du Nord afin que les recherches à l’état civil de naissance ne puissent se faire.
Elle rencontre Geneviève de Gaulle en mars 1943 qui recherche quelqu'un pour distribuer des journaux clandestins. Elle l'aide à fournir des faux documents d'identité aux réfractaires.
Elle facilite le passage de réfugiés vers la Suisse avec l'aide des cheminots de la voie ferrée Annemasse-Genève Eaux Vives, du temple réformé d'Annemasse et de Jeanne Bach, femme du pasteur Etienne Bach
Elle se marie en septembre 1944 avec Jean Brousse, un collègue de la préfecture qui travaille alors au bureau du préfet. Ce dernier avait été emprisonné avec d'autres hommes par la milice lors d'une rafle.

### Après-guerre

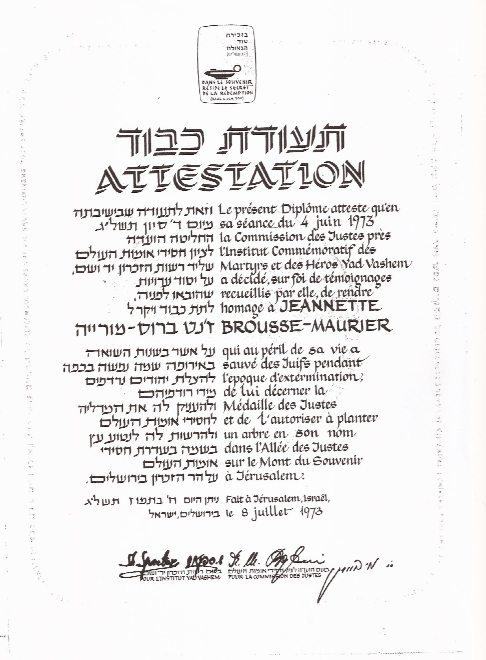
Attestation de la médaille des Justes de Jeanne Brousse (1973).

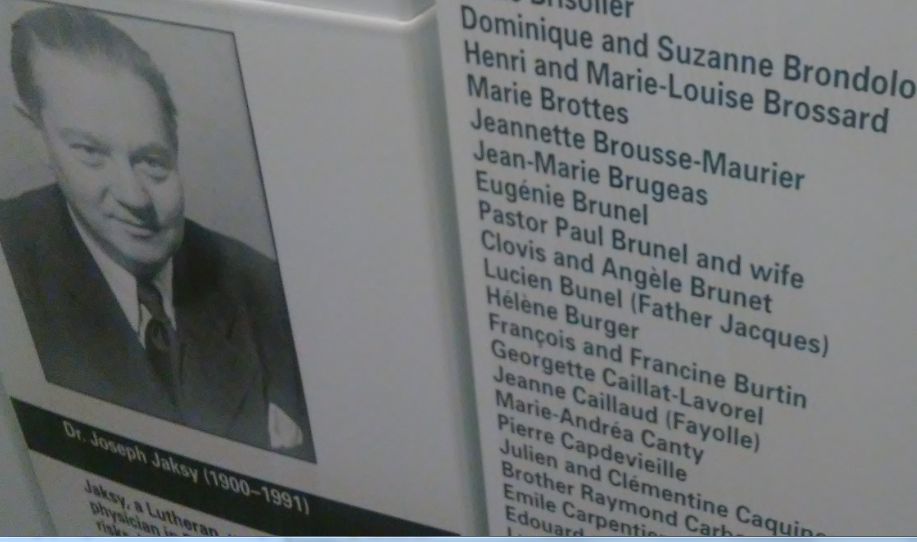
Jeanne Brousse mentionnée sur le mur d'honneur du musée de l'Holocauste à Washington.

Après guerre, le rabbin Schilli, devenu directeur du Séminaire Israélite de France témoigne du rôle de Jeanne Brousse dans sa sauvegarde ainsi que celle de ses trois filles Françoise, Nicole et Danielle.
En 1973, l'État d'Israël lui décerne le titre de Juste parmi les nations. En 1974, elle reçoit la médaille des Justes du consul général d'Israël à Paris et est invitée à planter un arbre à Jérusalem dans le jardin des Justes à Yad Vashem .
Son nom est inscrit sur le mur d'honneur des Justes du musée du mémorial de l'Holocauste des États-Unis à Washington.
Jeanne Brousse est en 1981 une des membres fondatrices de la section française de l'association « Les Justes des nations ». Elle rejoint en 1987 le comité français de Yad Vashem et en assure pendant plusieurs années la vice-présidence. Elle est également présidente d'honneur des Sauveteurs héroïques de Haute-Savoie,. Elle participe au Concours national de la résistance et de la déportation, en venant témoigner dans les écoles ainsi qu'aux Journées nationales contre le racisme et l'antisémitisme . Elle est membre du jury du concours départemental sur la résistance et la déportation.
Très active dans le milieu associatif, elle a été notamment secrétaire de l'amicale départementale des anciens de l'armée secrète et secrétaire de l'union départementale des combattants volontaires de la résistance.
Le 2 novembre 1997, en présence de Catherine Trautmann, porte-parole du gouvernement français, elle inaugure le Mémorial national des Justes, "la clairière des Justes" à Thonon-les-Bains.
En mars 2005, elle accompagne la visite officielle du Premier ministre Jean-Pierre Raffarin en Israël lors de à l'inauguration du nouveau musée de Yad Vashem dédié à la Shoah en présence de Simone Veil.
Son nom se trouve sur le mur des Justes inaugurée en 2006 au mémorial de la Shoah à Paris.
En 2008, le théâtre Circus lui rend hommage en montant le spectacle collectif Juste rebelle.
Le 18 avril 2014, le nouveau bâtiment de la préfecture de la Haute-Savoie du service des migrations et de l'intégration situé à Annecy est baptisé à son nom.

Comme elle se définit elle-même, Jeanne Brousse indique : « Je ne suis pas une héroïne, pas une conférencière. Je suis une femme ordinaire qui a vécu des choses extraordinaires, tout simplement ».

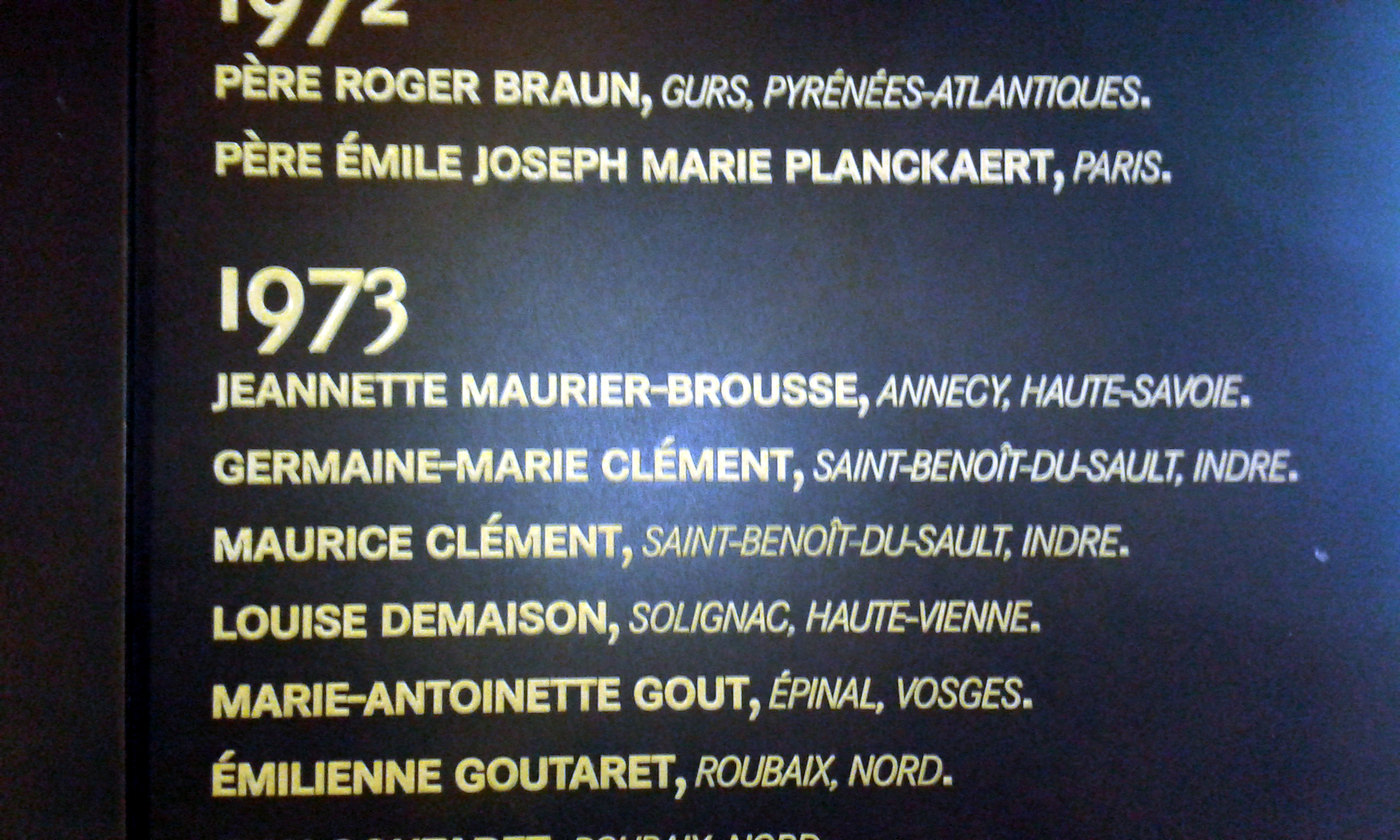
Jeannette Maurier-Brousse mentionnée sur le mur des Justes au Memorial de la Shoah à Paris.

## Distinctions
- Chevalier de la Légion d'honneur[15] (2004)
- Chevalier de l'ordre national du Mérite (1997)
- Chevalier de l'ordre des Palmes académiques (2008)
- Croix du combattant volontaire de la Résistance (1976)
- Officier du Mérite Combattant - Services de Renseignement (1976)
- Juste parmi les nations (1973)

## Filmographie
- 1993 - Tsedek- Les Justes , documentaire de Clara et Marek Halter[16], 2 h 30
- 1998 - Le courage discret des justes, Envoyé spécial, 2 avril 1998, France 2[17]

## Émissions de radio
- 2 au 6 janvier 2017- Gens d'ici sur France Bleu[18],[19],[20],[21],[22].
- 27 octobre 2017, hommages sur Studio Qualita[23],[24]